# Georg Feuerstein
Georg Feuerstein (27 mai 1947 - 25 août 2012) est un indologue allemand spécialisé dans la philosophie et la pratique du yoga. Feuerstein est l'auteur de plus de 30 livres sur le mysticisme, le yoga, le tantra et l'hindouisme. Il a traduit, entre autres textes traditionnels, les Yoga Sutras de Patanjali et la Bhagavad-Gita.

## Biographie
Feuerstein est né à Wurtzbourg, en Allemagne. Il s'installe en Angleterre pour effectuer ses recherches de troisième cycle à l'Université de Durham et vit ensuite pendant 23 ans aux États-Unis. En 2004, Georg et sa femme et partenaire spirituelle, Brenda L Feuerstein, déménagent en Saskatchewan, au Canada et en 2012, il devient citoyen du Canada, où il est décédé le 25 août 2012 des suites de complications liées au diabète.
Il est l'un des premiers membres à vie de l'Académie indienne de yoga à l'Université hindoue de Bénarès,.
L'historien des religions Mircea Eliade qualifie la Philosophie du yoga classique de Feuerstein de « l'une des contributions les plus profondes et les plus originales à la compréhension du yoga classique ». Ses livres Tantra: Path of Ecstasy et The Deeper Dimension of Yoga ont chacun été cités académiquement plus de 200 fois.